# Fausto (Goethe)

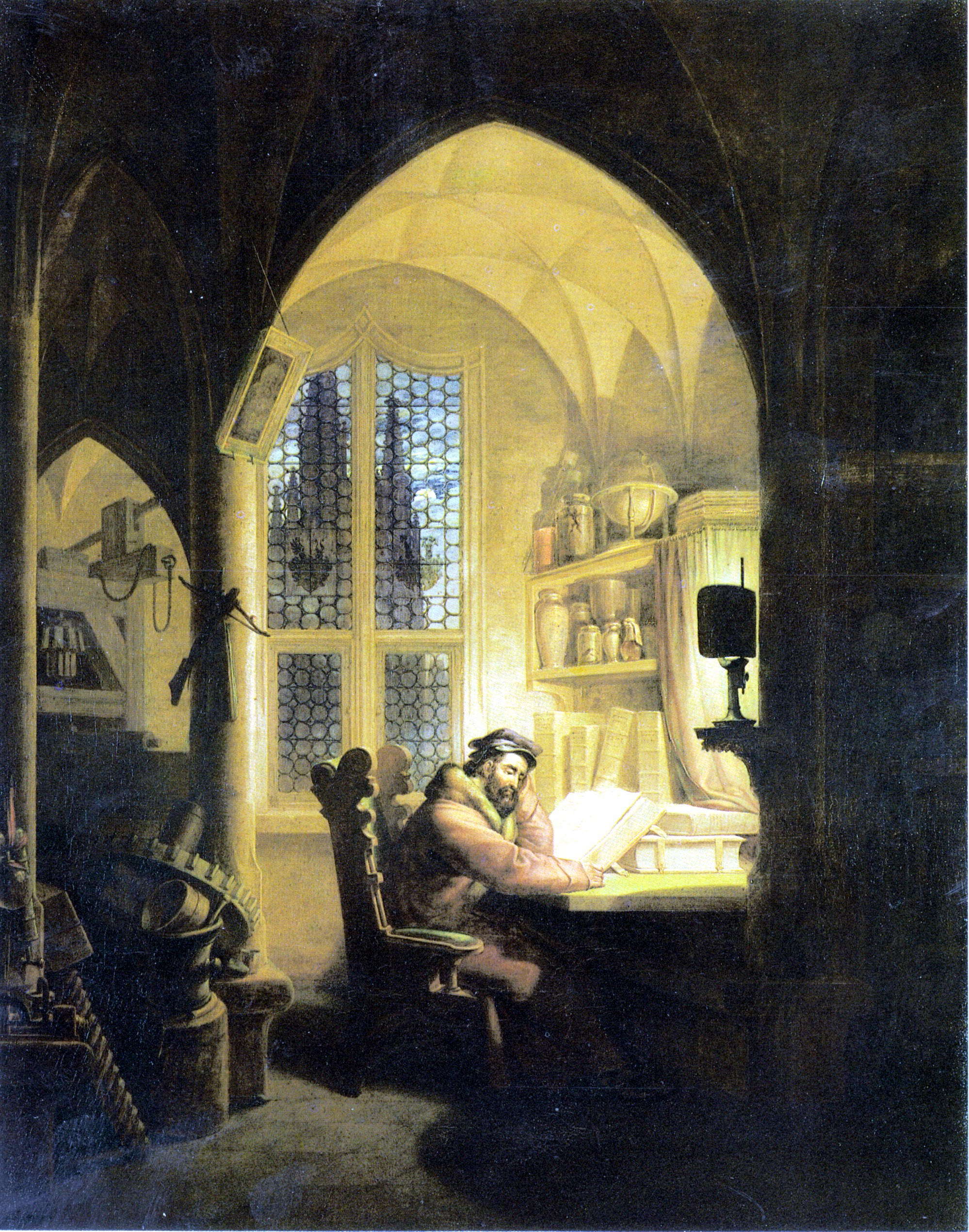
Fausto em seu escritório (pintura de Georg Friedrich Kersting, 1829)

Fausto (em alemão: Faust) é um poema trágico do escritor alemão Johann Wolfgang von Goethe, dividido em duas partes. Está redigido como uma peça de teatro com diálogos rimados, pensado mais para ser lido que para ser encenado. É considerado uma das grandes obras-primas da literatura alemã.
A criação da obra ocupou toda a vida de Goethe, ainda que não de maneira contínua. A primeira versão foi composta em 1775, mas era apenas um esboço conhecido como Urfaust (Proto-Fausto). Outro esboço foi feito em 1791, intitulado Faust, ein Fragment (Fausto, um fragmento), e também não chegou a ser publicado.
A versão definitiva só seria escrita e publicada por Goethe no ano de 1808, sob o título Faust, eine Tragödie (Fausto, uma tragédia). A problemática humana expressada no Fausto foi retomada a partir de 1826, quando ele começou a escrever uma segunda parte. Esta foi publicada postumamente sob o título de Faust. Der Tragödie zweiter Teil in fünf Akten (Fausto. Segunda parte da tragédia, em cinco atos) em 1832.

## Partes

### Parte I
As principais personagens da Parte I são:
Henrique Fausto (Heinrich Faust), um sábio erudito. Esse personagem literário é possivelmente baseado na vida do mago Johann Georg Faust (c.1480-c.1540);
Mefistófeles, um demônio;
Margarida (Margarete ou Gretchen), o amor de Fausto;
Marta (Marthe), a vizinha de Margarida;
Valentim (Valentin), irmão de Margarida;
Wagner, assistente de Fausto.

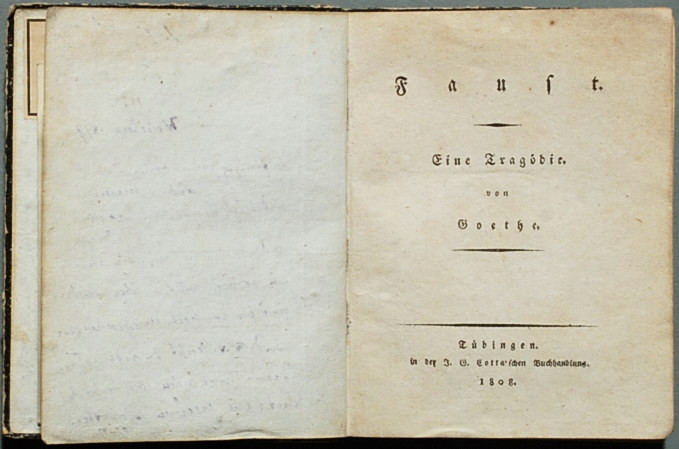
Primeira edição de Faust, eine Tragödie, de 1808

A Parte I é uma história complexa que abarca múltiplos cenários. Não está dividida em atos, mas sim em cenas. Após um poema dedicatório e um prelúdio, a ação começa no Céu, onde Mefistófeles faz uma aposta com Deus: diz que poderá conquistar a alma de Fausto - um favorito de Deus -, um sábio que tenta aprender tudo que pode ser conhecido. A próxima cena ocorre no estúdio de Fausto, onde o erudito reflete sobre as limitações do conhecimento científico, humanista e religioso, e sobre suas tentativas de usar a magia para chegar ao conhecimento ilimitado. Frente ao fracasso, considera o suicídio, mas muda de ideia ao escutar as celebrações de Páscoa na rua. Decide então sair a passear com seu assistente, Wagner, e ambos são seguidos por um cão vagabundo no caminho de volta a casa.
No interior do estúdio, o cão se transforma em Mefistófeles. Os dois chegam ao acordo - selado com sangue - de que Mefistófeles fará tudo o que ele quiser na Terra e, em troca, Fausto terá de servir o demônio no Inferno. Mas há uma cláusula importante: a alma de Fausto será levada somente quando Mefistófeles criar uma situação de felicidade tão plena que faça com que Fausto deseje que aquele momento dure para sempre. Após o pacto, o demônio o leva a uma taverna em Leipzig - o Porão de Auerbach - onde se encontram com um grupo de estudantes bêbados. Fausto, porém, não encontra ali nada que lhe agrade.
Dali, os dois vão em presença de uma bruxa, que por meio de uma poção dá a Fausto a aparência de um homem jovem e belo. A imagem de Helena de Troia aparece num espelho mágico, e sua beleza impressiona Fausto enormemente (Helena será personagem importante na Parte II). Na rua, Fausto vê a bela Margarida (Gretchen), e pede que Mefistófeles a consiga para ele. Para o demônio é uma dura tarefa devido à natureza pura da menina. Com jóias e a ajuda da vizinha Marta, Mefistófeles consegue um encontro no jardim entre Fausto e Margarida. A moça tem medo de levá-lo ao seu quarto devido à mãe. Fausto dá uma poção do sono a Margarida para adormecer a mãe mas, tragicamente, a poção termina matando-a.
Margarida tem o pressentimento de estar grávida. Valentim está enfurecido pela relação da irmã com Fausto e o desafia a um duelo. Ajudado por Mefistófeles, Fausto mata Valentim, que antes de morrer lança uma maldição contra a irmã. Margarida busca conforto espiritual numa catedral, mas é atormentada por um espírito maligno que a enche de sentimentos de culpa.
Para distraí-lo de Margarida, Mefistófeles leva Fausto à festa da Noite de Santa Valburga (Walpurgisnacht), onde celebram juntos bruxas e demônios. Uma jovem bruxa tenta seduzir Fausto em vão. Enquanto isso, Margarida afogou o filho recém-nascido num sinal de desespero e foi condenada à morte pela justiça. Fausto sente-se culpado por isso e acusa Mefistófeles, que replica que é Fausto quem tem toda a culpa. O demônio consegue a chave da cela de Margarida e Fausto tenta fazer com que ela escape, mas ela resiste porque percebe que ele já não a ama. Ao ver Mefistófeles, Margarida grita "Meu Deus, toda me entrego a teu juízo!". Mefistófeles tira Fausto da cela e diz que "Foi julgada!". Em seguida, um coro celestial afirma "Salvou-se!", indicando que a pureza de Margarida salvou sua alma.

### Parte II
Rica em alusões clássicas, na Parte II o enredo romântico da primeira é deixado de lado. De fato, é uma obra totalmente diferente da primeira quanto aos temas abordados, que abrangem agora aspectos políticos e sociais. Fausto desperta junto a fadas e inicia um ciclo de aventuras dividido em cinco atos, cada um com um tema diferente.
No final Fausto consegue ir ao Paraíso, por haver perdido apenas metade da aposta com o demônio. Anjos, como mensageiros da vontade divina, anunciam no final do Ato V "Cantemos em coro, Da vitória a palma, O ar está puro: Respire esta alma!", e levam a parte imortal de Fausto ao Céu, derrotando Mefistófeles.

## Traduções
Reconhecido como uma obra-prima literária, inúmeras traduções do Fausto foram realizadas a muitas línguas. Em português, a primeira tradução foi feita em verso pelo diplomata português Agostinho de Ornelas, a primeira parte em 1867 e a segunda em 1873. No Brasil, destacam-se as traduções de Sílvio Meira, publicada em 1974 e a de Jenny Klabin Segall, cuja primeira parte foi originalmente publicada pela Companhia Editora Nacional em 1943 e a segunda parte pela Editora Martins em 1970. Em 1999, o escritor português João Barrento lançou sua tradução da primeira parte.

### Edições em português
- GOETHE, Johann Wolfgang Von. Fausto: Uma Tragedia de Goethe. Traduzido por Agostinho Dornellas. Lisboa, 1867 no Wikisource em português.
- GOETHE, Johann Wolfgang Von. Fausto. Traduzido por António Feliciano de Castilho. Lisboa, 1872. Versão de 1919 no Wikisource em português.
- GOETHE, Johann Wolfgang Von. Fausto zero [Urfaust]. São Paulo: Cosac & Naify, 2001. Tradução de Christine Rõhrig.
- GOETHE, Johann Wolfgang Von. Fausto zero [Urfaust]. São Paulo: Cosac & Naify, 2001. Tradução de Christine Rõhrig.
- ______Fausto. Tradução, introdução e notas de João Barrento.Lisboa: Relógio D'Água, 1ª edição,1999 e 2ª edição, 2013.
- _____. Fausto: uma tragédia – Primeira parte. Tradução de Jenny Klabin Segall; apresentação, comentário e notas de Marcus Vinicius Mazzari. São Paulo: 34, 2007. Edição bilíngue alemão-português traduzida de Faust. Der Tragödie erster Teil ou Faust I.
- _____. Fausto: uma tragédia – Segunda parte. Tradução de Jenny Klabin Segall; apresentação, comentário e notas de Marcus Vinicius Mazzari. São Paulo: 34, 2007. Edição bilíngue alemão-português traduzida de Faust. Der Tragödie zweiter Teil ou Faust II.

### Estudos
- BARRENTO, João. Introdução. In: Fausto, de J.W Goethe. Lisboa: Editora Relógio D' Água,2ª edição, 2013.
- BERMAN, Marshall. Tudo que é sólido desmancha no ar. São Paulo: Cia das Letras, 1986.
- CAMPOS, Haroldo de. Deus e o Diabo no Fausto de Goethe. São Paulo: Perspectiva, 1981. (Coleção Signos, 9).